# Charles Catterall
William Charles Catterall (ur. 16 października 1914 w Salisbury, zm. 1 listopada 1966 w Durbanie) – południowoafrykański bokser, srebrny medalista letnich igrzysk olimpijskich w Berlinie w kategorii piórkowej.